# کایلر لی
کایلر لی (به انگلیسی: Chyler Leigh) (زاده ۱۰ آوریل ۱۹۸۲) یک هنرپیشه، خواننده و مدل اهل ایالات متحده آمریکا است. او در سریال آناتومی گری ایفاگر نقش دکترلکسی گری بود؛ و همین‌طور در سریال سوپر گرل در نقش الکس دنورس یا خواهر سوپرگرل (مجموعه تلویزیونی ۲۰۱۵) ایفای نقش کرده‌است.